# UFC Live: Kongo vs. Barry
UFC Live: Kongo vs. Barry（ユーエフシー・ライブ：コンゴ・バーサス・バリー、別名UFC on Versus 4）は、アメリカ合衆国の総合格闘技団体「UFC」の大会の一つ。2011年6月26日、ペンシルベニア州ピッツバーグのコンソル・エナジー・センターで開催された。

## 大会概要
本大会ではシーク・コンゴとパット・バリーによるヘビー級ワンマッチが組まれた。

## 試合結果

### プレリミナリーカード
第1試合 ライト級ワンマッチ 5分3R
○  マイケル・ジョンソン vs.  エドワード・ファーロロット ×
1R 4:42 TKO（パウンド）
第2試合 フェザー級ワンマッチ 5分3R
○  リカルド・ラマス vs.  マット・グライス ×
1R 4:41 TKO（右フック→パウンド）
第3試合 ライト級ワンマッチ 5分3R
○  チャールズ・オリベイラ vs.  ニック・レンツ ×
2R 1:48 リアネイキドチョーク
※オリベイラの反則によりノーコンテスト。
第4試合 ウェルター級ワンマッチ 5分3R
○  リッチ・アトニート vs.  ダニエル・ロバーツ ×
3R終了 判定3-0（29-28、30-27、29-28）
第5試合 ライト級ワンマッチ 5分3R
○  ジョー・ローゾン vs.  カート・ウォーバートン ×
1R 1:58 キムラロック
第6試合 フェザー級ワンマッチ 5分3R
○  ハビエル・バスケス vs.  ジョー・スティーブンソン ×
3R終了 判定3-0（30-27、29-28、30-27）
第7試合 フェザー級ワンマッチ 5分3R
○  タイソン・グリフィン vs.  マニー・ガンブリャン ×
3R終了 判定2-0（29-28、29-28、29-29）

### メインカード
第8試合 ヘビー級ワンマッチ 5分3R
○  マット・ミトリオン vs.  クリスチャン・モアクラフト ×
2R 4:28 KO（スタンドパンチ連打）
第9試合 ウェルター級ワンマッチ 5分3R
○  マット・ブラウン vs.  ジョン・ハワード ×
3R終了 判定3-0（29-28、29-28、29-28）
第10試合 ウェルター級ワンマッチ 5分3R
○  チャーリー・ブレネマン vs.  リック・ストーリー ×
3R終了 判定3-0（29-28、29-28、29-28）
第11試合 ヘビー級ワンマッチ 5分3R
○  シーク・コンゴ vs.  パット・バリー ×
1R 2:39 KO（右アッパー）

### 各賞
ファイト・オブ・ザ・ナイト： チャールズ・オリベイラ vs. ニック・レンツ
ノックアウト・オブ・ザ・ナイト： シーク・コンゴ
サブミッション・オブ・ザ・ナイト： ジョー・ローゾン
各選手にはボーナスとして50,000ドルが支給された。